# Популација (биологија)
Популација је група јединки исте врсте која насељава одређени простор и могу међусобно да се размножавају дајући потомство. У природним условима ретко се могу наћи јединке које читав живот проводе изоловано. Све јединке једне врсте, које насељавају једно станиште, успостављају одређене међусобне односе и односе са спољашњом средином. Тако чине биолошки систем који се назива популација. Све биолошке врсте постоје у природи у облику популација, при чему је свака врста представљена одређеним бројем популација. Тако нпр, популацију представљају све јединке маслачка на једној ливади, дивље свиње у једној шуми или слепи мишеви у једној пећини.
Популација је основна биолошка јединица групне променљивости – природни облик постојања практично свих врста живих бића и основна целина еволуцијских процеса. Занемарујући ретке изузетке, популација се, у биолошком смислу, дефинише као просторно и временски ограничена група истоврсних организама који су примарно повезани системом репродукцијским односа. Потребно је, међутим, истакнути да у примени на извесне посебне примере ова општа дефиниција наилази на одређене потешкоће.
Савремена наука популације описује са два основна полазишта – у биолошком и статистичком смислу. Биолошки гледано, популација се може схватити као просторно и временски релативно јасно ограничен систем склапања репродуктивних веза. Уобичајено је да се такве групе јединки означавају термином локална популација.
Када је реч о људским популацијама, с обзиром на степен затворености локалне популације, односно завичајне везаности и миграцијске активности становништва, постоје значајне разлике између сеоских (руралних) и градских (урбаних) средина. Тако, на пример, у различитим деловима света, сусрећу се готово апсолутно затворене руралне популације, тј. такве локалне популације у којима је огромна већина до сада регистрованих бракова склопљена међу особама исте завичајне припадности. Такве људске групе могу бити пример биолошки типичних популација. Истовремено, у урбаном становништву је веома тешко дефинисати границе локалне популације. Практично, она је дифузно уклопљена у систем популација одређених ужих и ширих региона. На тај начин постоји теоријска могућност одржавања репродуктивних веза међу свим деловима светског становништва, па се биолошки појам популације може односити и на целокупно човечанство.
У стандардном статистичком смислу, било која група случајно или селективно посматраних људи (проучавани узорак) може се назвати популацијом. Резултате таквих запажања и анализа треба, међутим, јасно разлучити од одговарајућих података репрезентативног карактера и, по могућности, повезати их са стварним или могућим стањем у природном систему репродуктивних односа. Како у биолошком тако и у статистичком смислу, под популацијом се подразумева и свјетско становништво у целини или у одређеним подручјима; (де)популацијом се, такође, означавају и процеси насељавања, односно расељавања посматраних региона и раста свеукупног човечанства или његових појединих делова.

## Особине популације
Свака популација је врло покретан, динамичан систем. Она је у сталном кретању, како у простору тако и у времену. Зато се и може говорити о динамици популације, при којој се под утицајем спољашњих и унутрашњих (тј. у популацији) фактора мењају многе битне особине саме популације.
Популација има низ битних особина, као што су:
- густина (величина)
- просторни распоред
- наталитет
- морталитет
- узрасна структура
- растење

### Густина популације
Број јединки (или њихова биомаса) по јединици површине или запремине коју насељавају представља густину популације. Бројност се изразито мења током времена, зависно од услова спољашње средине. У неким условима многи организми постижу огромну бројност и могу изазвати пустош у природи, какав је случај, нпр., са најездама скакаваца, губара или лептира купусара.
Свака популација поседује унутрашњи потенцијал за повећањем броја јединки који се означава као потенцијал размножавања (репродуктивни потенцијал). Он је код неких врста фантастично велики и у идеалним условима средине довео би до невероватног повећања бројности јединки и тиме и густине популације. Тако је израчунато да би један једини пар домаће муве дао за годину дана потомство које би бројало 15 668 181 200 000 000 000 000 000 јединки. Међутим, репродуктивни потенцијал се не може потпуно остварити јер му се супротставља отпор средине; то је управо онај фактор који не дозвољава максимално могуће размножавање, односно максималну бројност популације коју би та врста била способна да постигне у идеалним условима.

### Распоред јединки у популацији
Јединке једне популације су на одређени начин распоређене у станишту које насељавају. Тај распоред зависи од понашања јединки и од услова који владају у станишту.
Тако распоред јединки у одређеном простору може бити:
- неравномеран
- равномеран
- групни

Случајан распоред је присутан ако су услови у станишту уједначено повољни. Равномеран распоред се ретко среће и јавља се само ако су услови у станишту уједначено оскудни. Пошто су услови у станишту углавном повољни само на појединим местима, јединке се на њима окупљају у највећем броју. То доводи до групног распореда, који се у природи најчешће среће.

### Наталитет и морталитет
Наталитет (рађање) је продуковање нових јединки у популацији (рођених, испилелих, исклијалих, посталих деобом или на други начин), које се придодају већ постојећим путем размножавања. Он је позитиван фактор раста популације. Капацитет продуковања нових јединки специфичан је за врсту и зависи од услова средине. Неки организми се размножавају једном годишње (као нпр. вилин коњиц), неки више пута (нпр. глодари), а неки непрекидно (нпр. бактерије у повољним условима средине).
Морталитет (смртност) представља смањење броја јединки у популацији због угинућа или умирања у одређеном временском периоду. Смртност јединки условљена је деловањем еколошких фактора (недостатак воде, кисеоника, појава грабљивица, болести и многи други) али и генетичким основама организма.

### Структура популације
Узрасна структура обухвата бројчани однос између јединки које се налазе у различитим стадијумима развића. Када у популацији има више млађих јединки, онда она расте. Популација стагнира или опада (негативан раст) када су најзаступљеније старије јединке. Промена бројности једне популације у одређеном временском периоду је раст популације. Раст популације зависи од еколошких фактора, потенцијала размножавања и односа наталитета и морталитета.

## Хумана популација
Уколико врста заузима већа пространства и насељава различита станишта, као што је то случај са људском врстом (Homo sapiens), онда је врста састављена од великог броја популација. Када говоримо о хуманим популацијама, онда можемо да мислимо на становнике једног села, једног града, једне улице, на једну генерацију ђака и сл. Данашњи човек потиче из мале групе људи која се још пре 1-2 милиона година појавила негде на афричком тлу. Савлађујући природне непријатеље, прилагођавајући се на различите услове средине хумана популација је доживела експлозиван развој у последња три века (број људи се претерано много повећао).